# Baineț, Suceava
Baineț (în germană Baincze) este satul de reședință al comunei Mușenița din județul Suceava, Bucovina, România. Se află la o distanță de 14 km vest de orașul Siret.

## Istoric
Localitatea este atestată documentar pentru prima dată în 15 martie 1490, când într-un hrisov dat de Ștefan cel Mare, printre bisericile întărite Episcopiei de Rădăuți, se afla și „a 13-a biserică, la Bainți, cu popă”.
În 11 aprilie 1598, Mărica Hăsăneasa, fata Nastei, nepoata Cristei, dar și văduva hatmanului Orăș, schimba, cu nepoata sa, Elinca, o treime din satul Bainți pentru părți din alt sat. În 10 martie 1607, Crista își înzestra fata, Nasta, jupâneasa lui Macri armaș, cu această moșie.
În 15 iunie 1638 se mai atestă două proprietăți în Baineț, cea a lui Grigore pârcălab și cea a lui Nicolae Cucăza Petriceaico, pe care, din porunca lui Vasile Lupu Vodă, le vor hotărnici trei boieri. În 4 noiembrie 1745, Dumitrașco Bainschi dăruiește nepotului său, Ion Flondor, fiul lui Șerban Flondor, partea din Baineț moștenită de la tatăl său, „Vasile Bainschi, ce se trage de pe moșu’ (deci, bunicul) Orăș hatman”. În 22 iulie 1758, Ioan Flondor, mazil de Cernăuți, și Ilie Stroici își disputau satul Bainți la Divan.
Consemnat în „Consignațiunea lui Enzenberg” din 15 decembrie 1778 sub numele de Bainți, cu trei emigranți transilvăneni,  satul Baineț avea, în 1776, 15 gospodării, iar în 1784, 79 de gospodării. În 29 martie 1783, în fața Comisiei cezaro-crăiești de delimitare a proprietăților în Bucovina, Ioniță Flondor declara că stăpânește întreg satul Bainți, moștenit de la strămoșul lui, Dumitraș Bainschi, care îl primise zestre, când s-a însurat cu fata lui Nicolai, nepotul lui Orăș hatman. În 1787, câteva din cele optzeci de familii germane, provenite din Renania, din Bavaria și Baden-Württemberg, s-au stabilit la Baineț (Bainze).
În 1843, satul Baineț avea 286 locuitori ortodocși, dar postul de paroh era vacant. În 1876, când satul avea 345 ortodocși, patroni ai bisericii erau Abraham Neuberger și Swiencicki, dar încă nu era angajat un preot, care să slujească. Biserica satului, sfințită în 1525, dispărută prin vremuri, a fost reconstruită, în 1807, de Vasile Vasilco, apoi reparată și dotată cu un iconostas nou, în 1840. În 1890, când Baineț avea 650 de locuitori, fruntași ai satului erau preotul Teodor Bumbac, învățătorul Vasile Balinescu și cantorul bisericesc Ștefan Ciubotariu.
În urmă cu aproape 100 de ani, în 1924, comuna rurală Baineț, compusă din satul Baineț și cătunul Gura Vicșani, avea 830 de locuitori: români, germani, polonezi, evrei și de alte naționalități. Primarul comunei era Ciobotaru Constantin, iar notar era Tofan Ioan. Preot paroh al bisericii ortodoxe era părintele Cernovschi Sofronie. Școala avea un învățător, Cijevschi Dionisie, și două învățătoare: Cijevschi Domnica și Zetel Olga.
Proprietarul moșiei de 700 de fălci (adică de 1000 de hectare) era boierul Barbu Artur. Majoritatea locuitorilor erau agricultori, cei câțiva meseriași (cizmari, croitori sau comercianți) erau nemți, evrei sau polonezi. Erau și două cârciumi, proprietatea evreilor Abraham Isac și Fuchs Abraham, și o bancă.

## Demografie

### Recensământul din 1930
Componența etnică a satului Baineț
     Români (40,8%)
     Germani (30,55%)
     Evrei (1,45%)
     Ruteni (6,65%)
     Polonezi (20,3%)
     Altă etnie (0,25%)
Componența confesională a satului Baineț
     Ortodocși (42,25%)
     Romano-catolici (51,15%)
     Mozaici (1,45%)
     Evanghelici\Luterani (0,45%)
     Greco-catolici (4,7%)
Conform recensământului efectuat în 1930, populația satului Baineț se ridica la 1625 locuitori. Majoritatea locuitorilor erau români (40,8%), cu o minoritate de germani (30,55%), una de polonezi (20,3%), una de ruteni (6,65%), una de evrei (1,45%). Alte persoane s-au declarat: ruși (5 persoane) și cehi/slovaci (1 persoană). Din punct de vedere confesional, majoritatea locuitorilor erau romano-catolici (51,15%), dar existau și ortodocși (42,25%), greco-catolici (4,7%), mozaici (1,45%) și evanghelici/luterani (0,45%).

## Lăcașuri de cult
- Biserica „Cristos, Regele Universului” din Baineț - biserică romano-catolică construită în jurul anului 1890
- Biserica „Sf. Dumitru” din Baineț - biserică ortodoxă de lemn construită în anul 1945 în centrul satului

## Personalități
- I.O. Suceveanu, pe numele său adevărat Ion Olaru (n. 1905 – d. 1960), poet, maistru militar și telegrafist.
- Emilian Drehuță (n. 1931 – d. 2011), economist, editor, memorialist și autor.

## Imagini

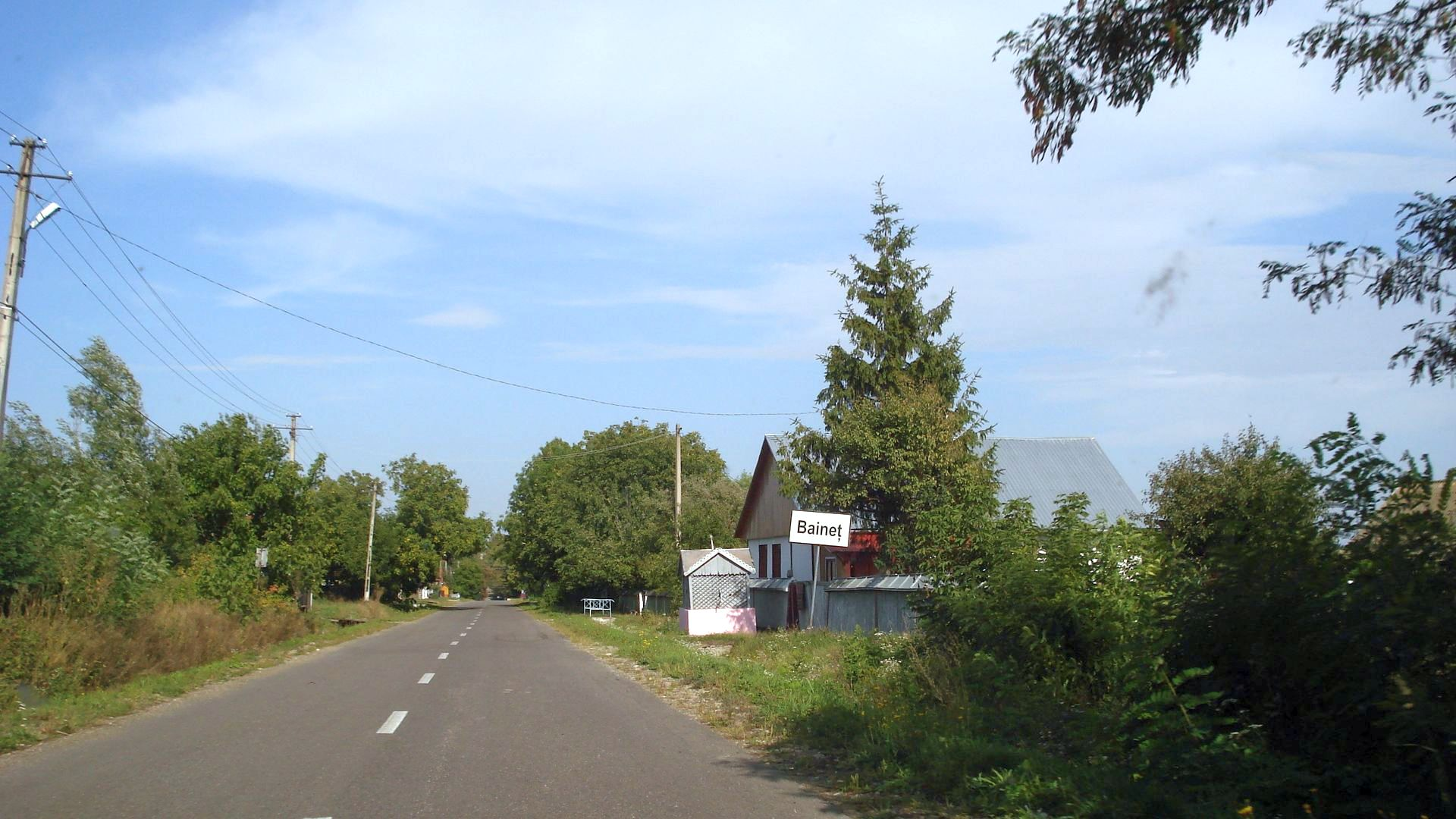
Intrarea dinspre Climăuţi
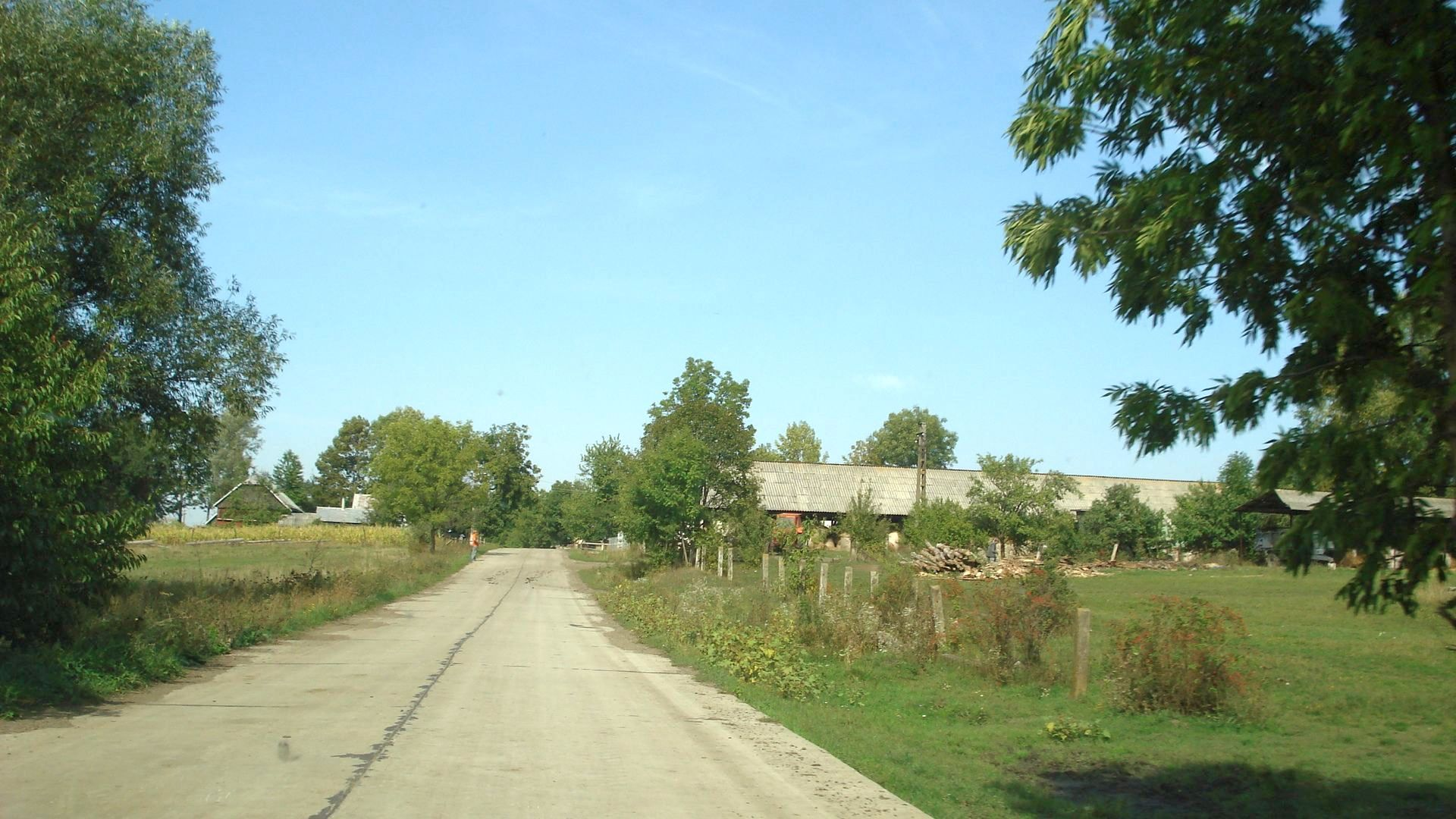
Intrarea dinspre Vicşani
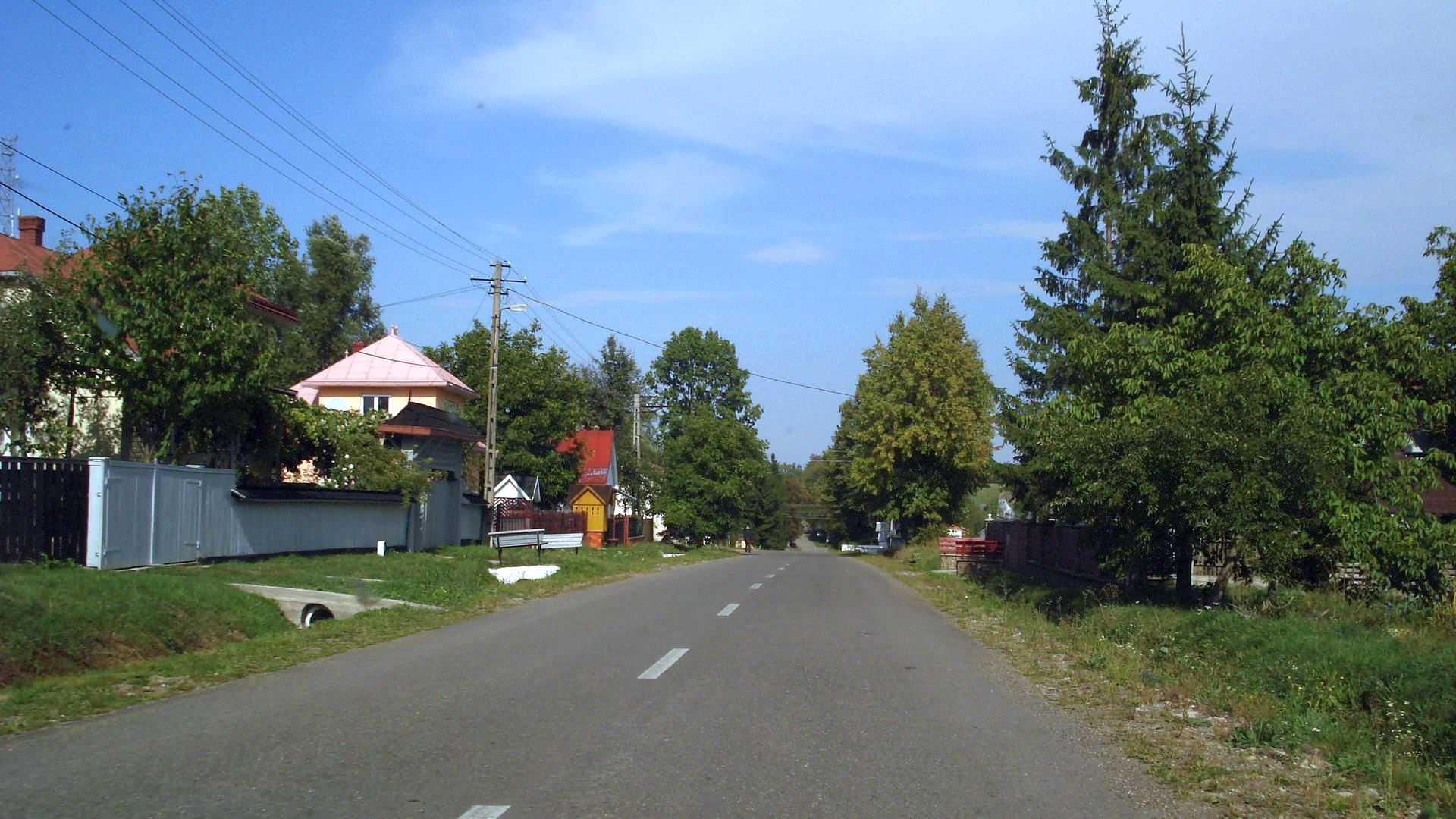
Strada principală
Biserica „Sf. Dumitru” din Baineț
Biserica „Sf. Dumitru” din Baineț
Biserica „Sf. Dumitru” din Baineț - turnul-clopotniță
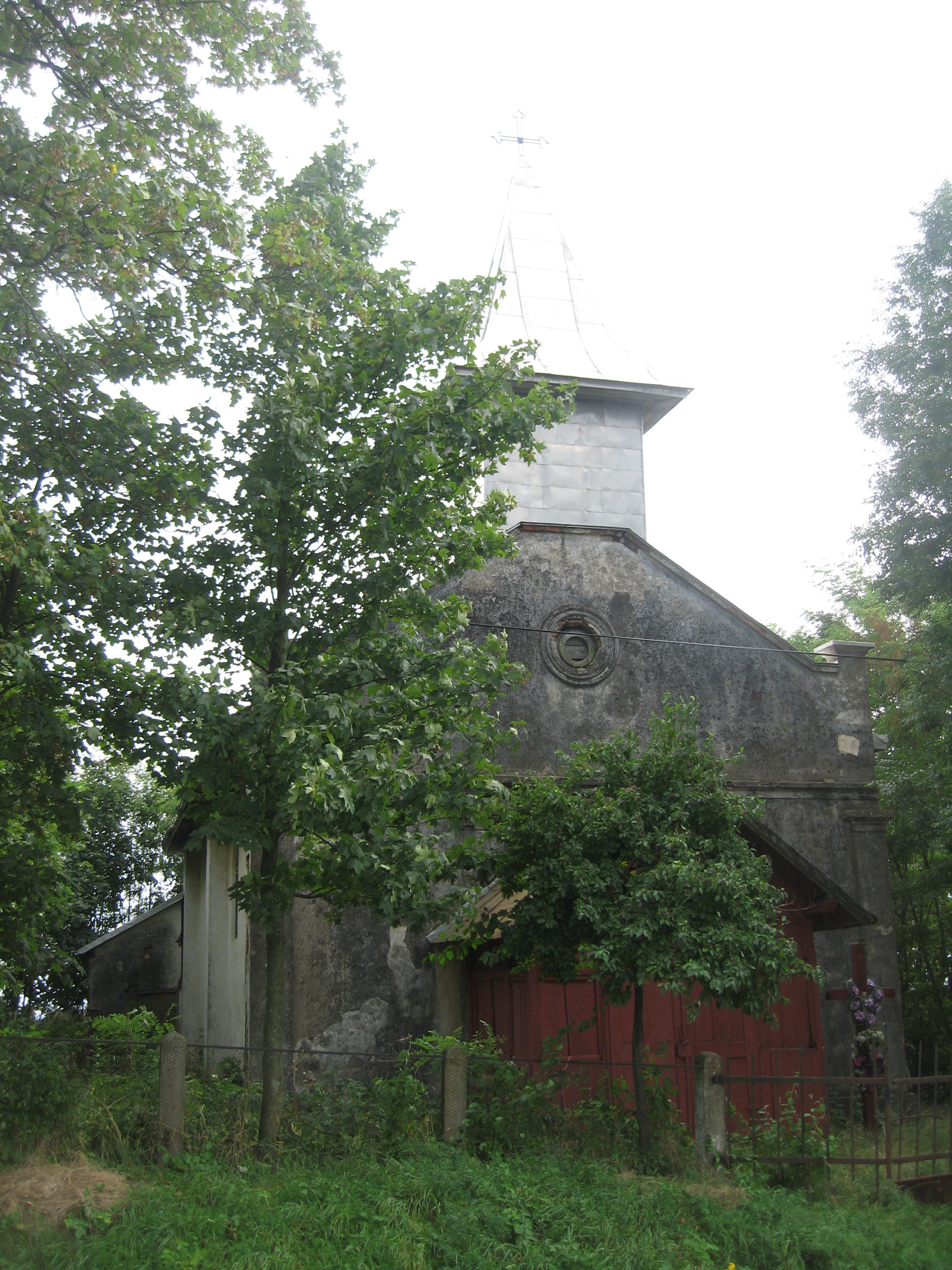
Biserica romano-catolică din Baineț
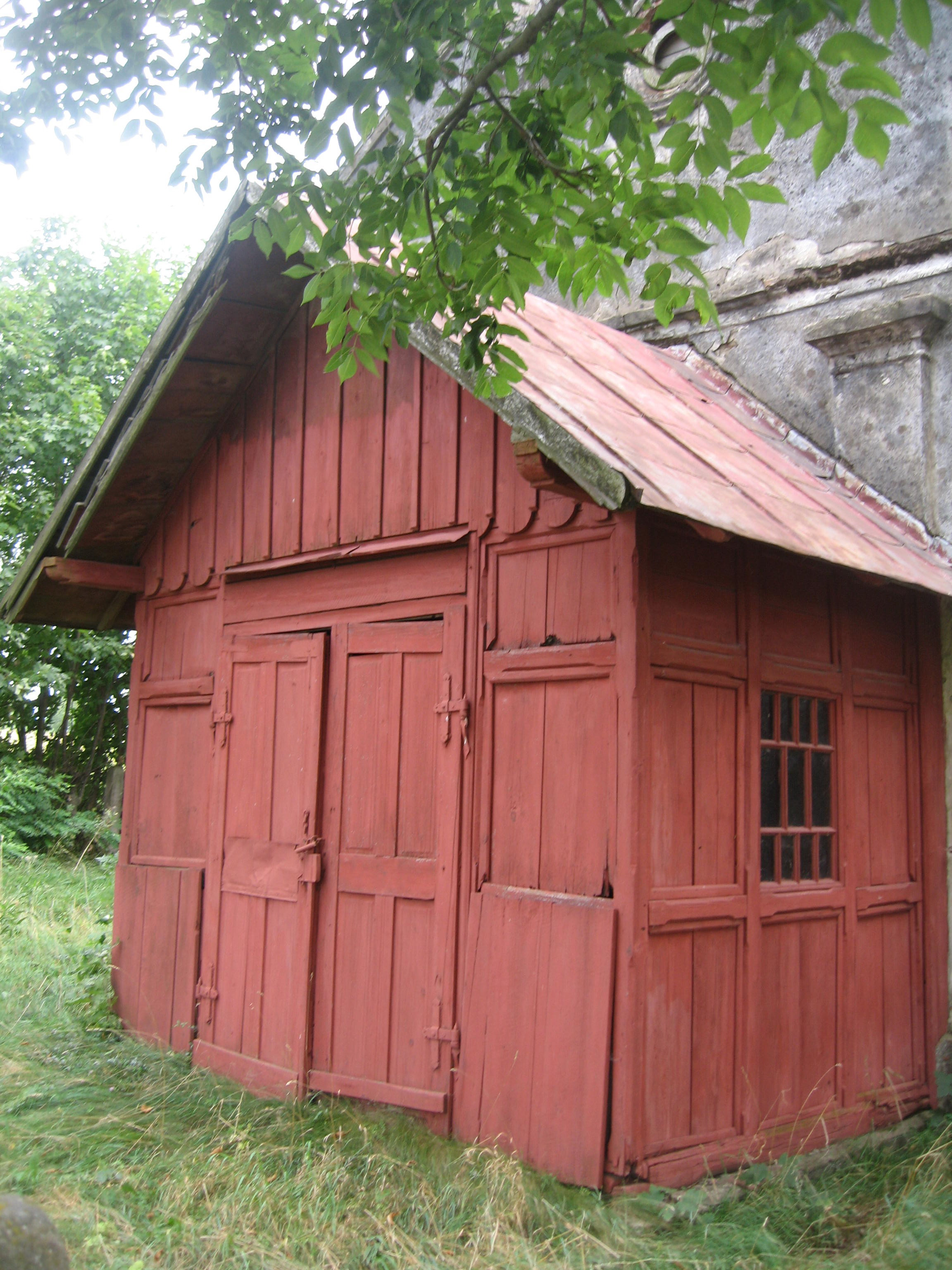
Biserica romano-catolică din Baineț - pridvorul
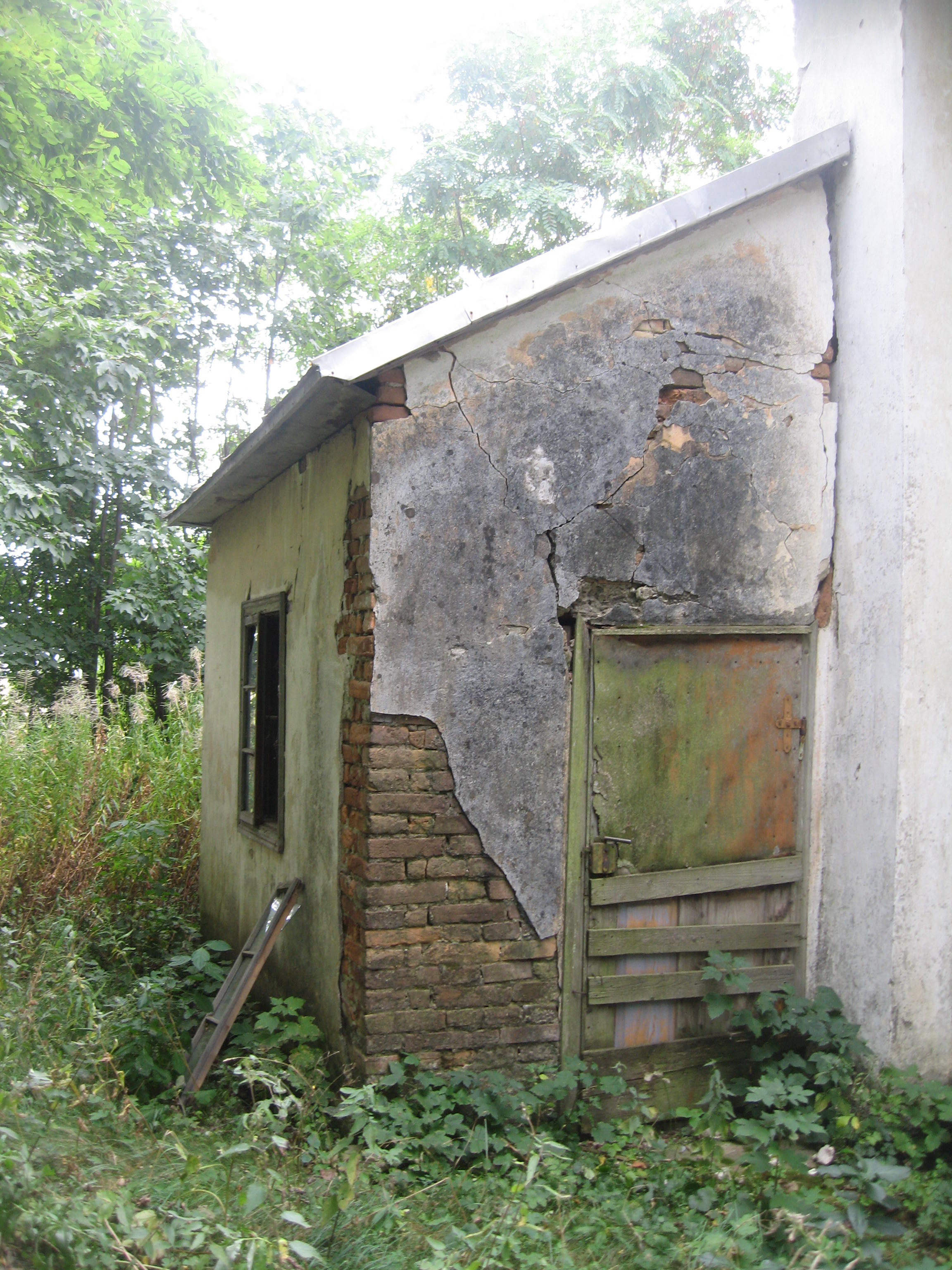
Biserica romano-catolică din Baineț - sacristia
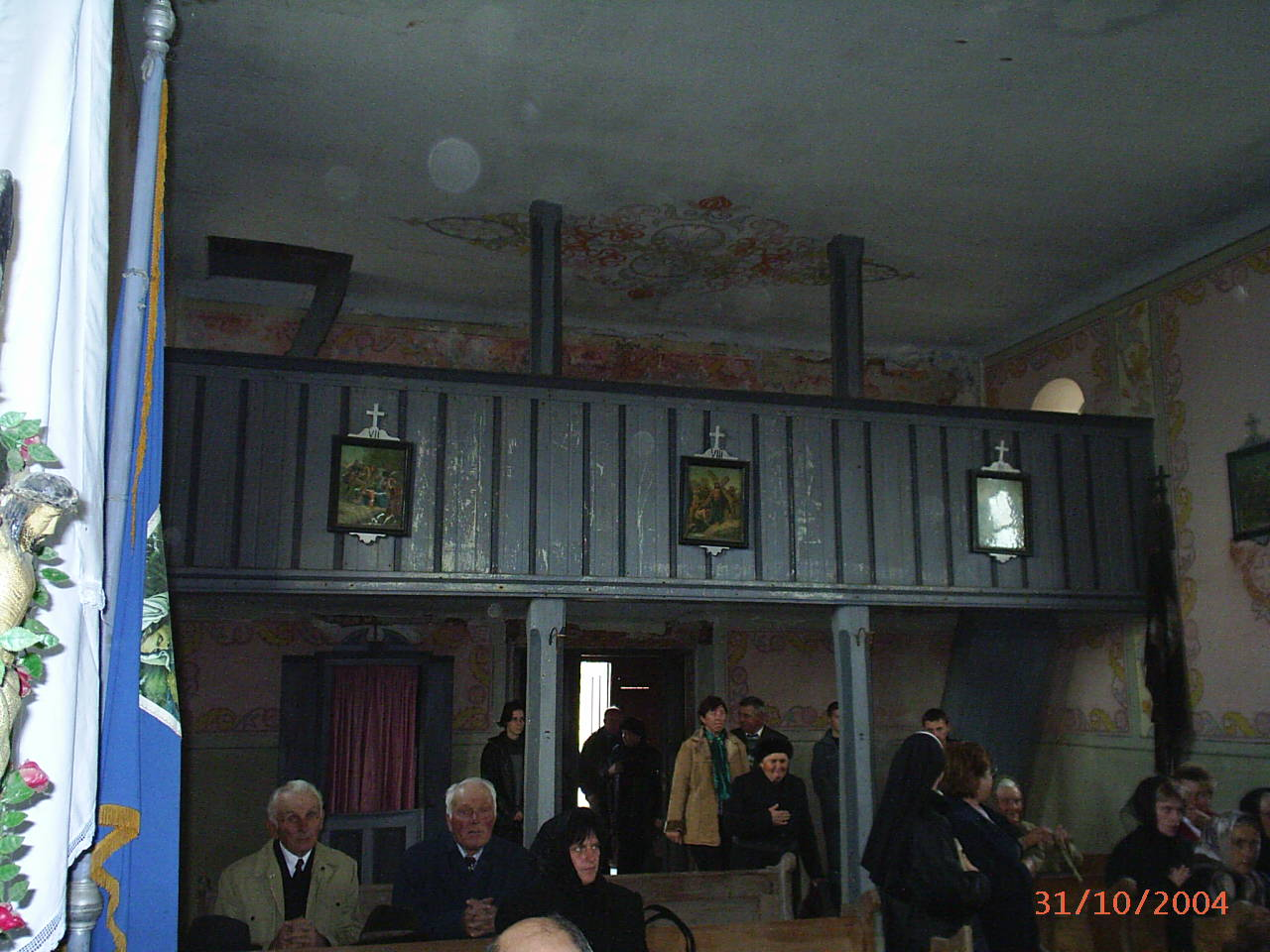
Biserica romano-catolică din Baineț - corul
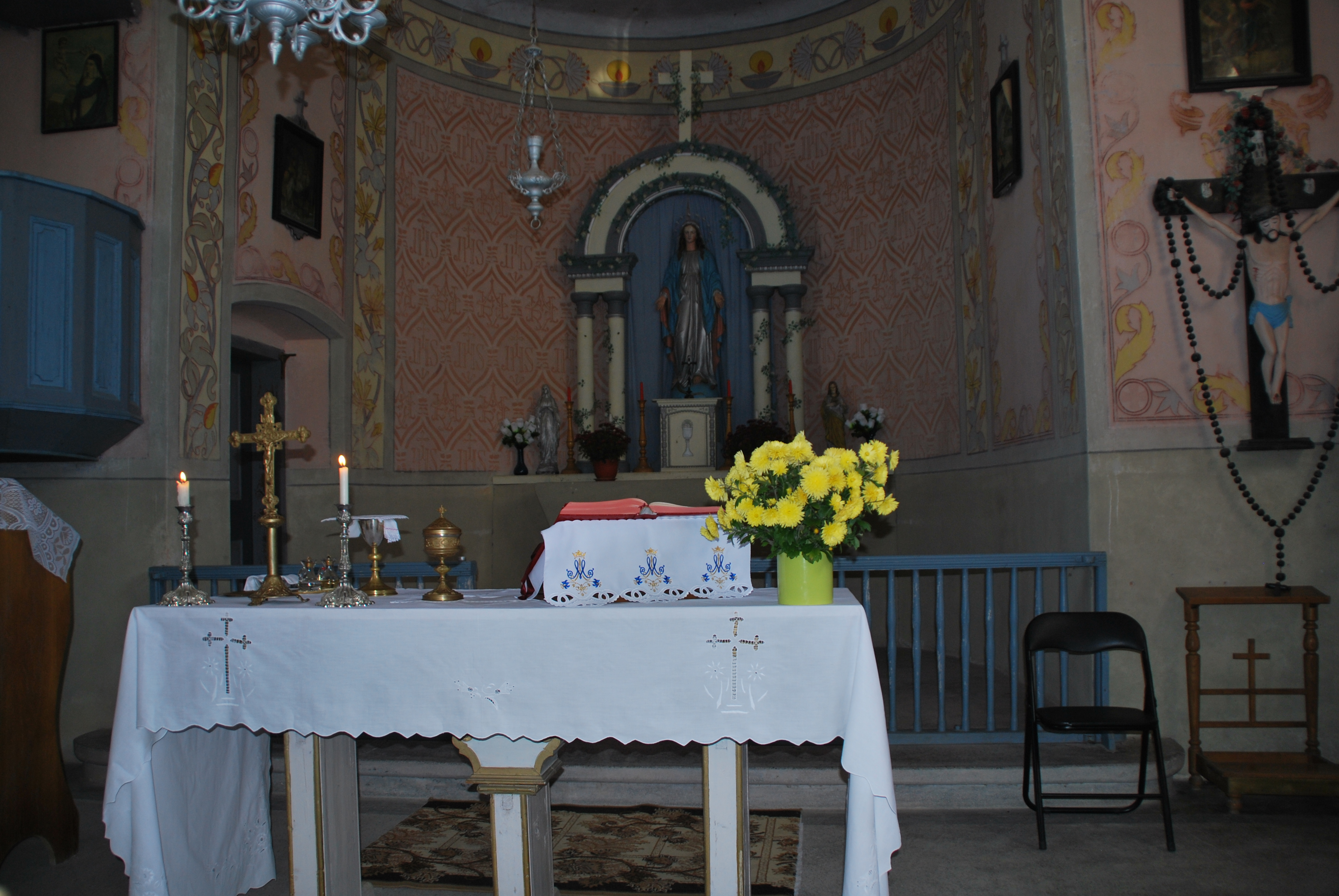
Biserica romano-catolică din Baineț - altarul
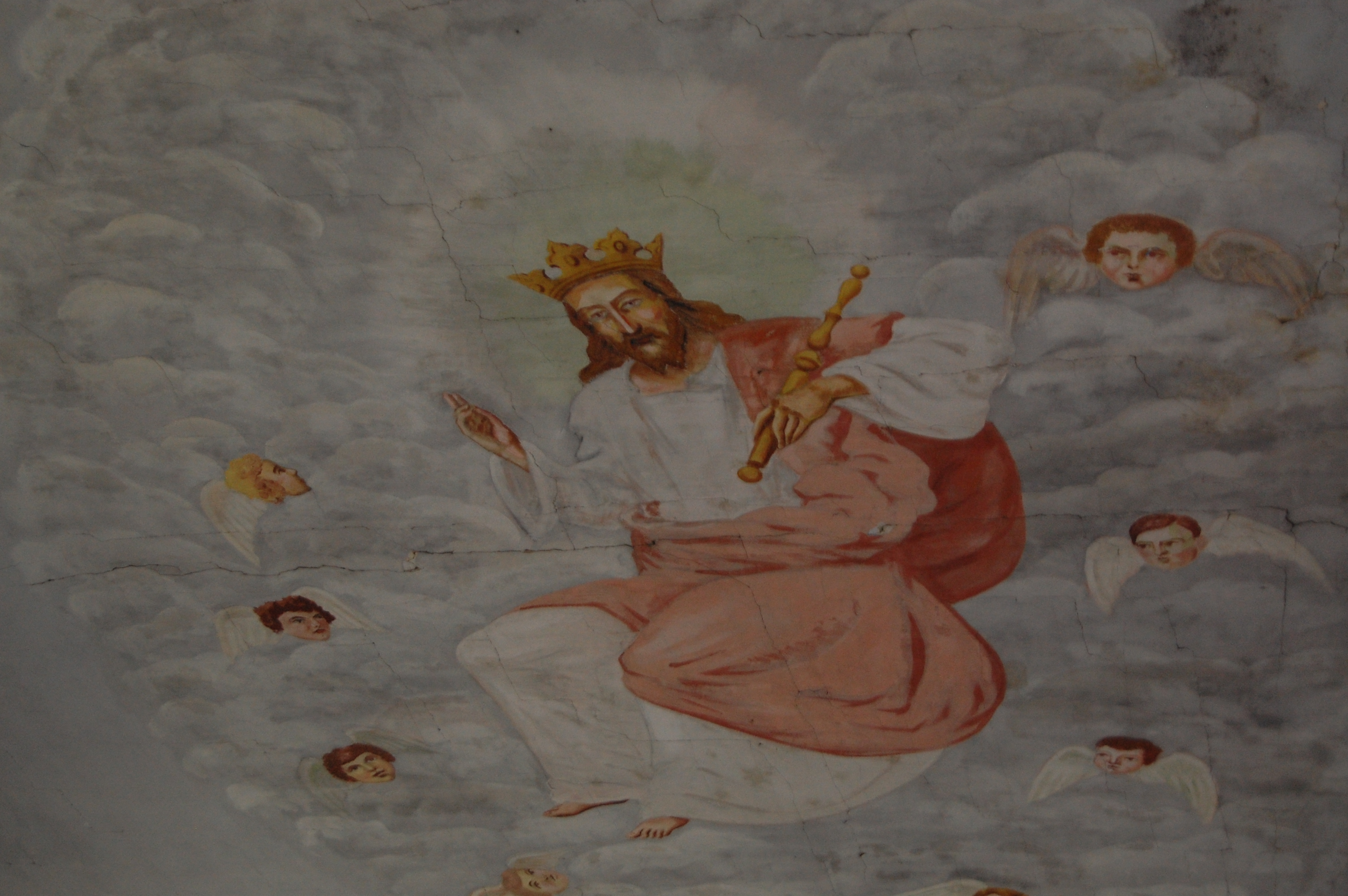
Biserica romano-catolică din Baineț - tavanul bisericii

## Legături externe
- Site web oficial
- Pagină facebook